# Eurhynchiella decurrens
Eurhynchiella decurrens là một loài rêu trong họ Brachytheciaceae. Loài này được P. de la Varde mô tả khoa học đầu tiên năm 1940.